# Колесница
Колесница е открита или закрита кола, теглена с впряг, обикновено от 4 коня, в която се возели знатни граждани като например фараони, царе и крале. Изработвани са от дърво и метал, влаган основно в орнаментите.
Първите колесници се появяват в Месопотамия около 3000 пр.н.е. и след това - в Китай. Те са леки, бързи, отворени, с 2 или 4 колела, теглени от 2 или повече коня, подредени един до друг. Основен недостатък на колесницата е слабата й маневреност и трудното завиване, а предимства - възможностите за развиване на висока за времето си скорост и по-голямата свобода и ефективност в действията им за транспортираните с нея, спрямо обикновените каруци.
Колесниците са използвани, както в мирно, така и във военно време (от известни с военното си дело древни народи, като древни египтяни, индуси, елини, хети, филистимци, асирийци, вавилонци и особено - ахеменидски перси). Заради последното често са споменавани в Стария завет на Библията, като средства на войната и символизиращи мощ и слава; в подобен смисъл е широко застъпена и езическите култури, включително и като возило на някои от по-основните божества, като Хелиос и Артемида. Колесниците в Древния Рим са използвани най-вече за надбягвания (запазено като традиция и на Хиподрума в Константинопол) и при гладиаторски битки на арените, както и при военните тържества, като триумфи.
- Египетска колесница
- Римска колесница
- Римска колесница (възстановка)